# Galur
Galur ist ein Distrikt (Kecamatan, auch Kapanewon) im Süden des Regierungsbezirks (Kabupaten) Kulon Progo der Sonderregion Yogyakarta im Süden der Insel Java. Der Kecamatan liegt im Süden des Kabupaten und grenzt im Nordwesten an den Kecamatan Panjalan, im Norden an Lendah und im Südosten an den Kecamatan Srandakan (Kabupaten Bantul). Schließlich bildet die ca. sechs km lange Küstenlinie des Indischen Ozeans die Südgrenze. Ende 2021 zählte der Distrikt 32.749 Einwohner auf 33,56 km² Fläche.

## Verwaltungsgliederung
Der Kecamatan (auch Kemantren genannt) gliedert sich in sieben Dörfer (Desa):
| PUM-Code 1    | Desa        | Fläche (km²) | Bevölkerung zur Volkszählung 2 | Bevölkerung zur Volkszählung 2 | Bevölkerung zur Volkszählung 2 | Bevölkerung zur Volkszählung 2 | Bevölkerung zur Volkszählung 2 | Bevölkerung zur Volkszählung 2 | Pend./ Dusun 4 | RW/ RT 5 |
| PUM-Code 1    | Desa        | Fläche (km²) | 002000                         | 002010                         | Männer                         | Frauen                         | 2020                           | Dichte 3                       | Pend./ Dusun 4 | RW/ RT 5 |
| ------------- | ----------- | ------------ | ------------------------------ | ------------------------------ | ------------------------------ | ------------------------------ | ------------------------------ | ------------------------------ | -------------- | -------- |
| 34.01.04.2001 | Banaran     | 9,07         | 4.783                          | 5.015                          | 2.727                          | 2.742                          | 5.469                          | 602,8                          | 13             | 26/53    |
| 34.01.04.2002 | Kranggan    | 2,39         | 2.195                          | 2.278                          | 1.241                          | 1.319                          | 2.560                          | 1.072,3                        | 9              | 18/37    |
| 34.01.04.2003 | Nomporejo   | 1,91         | 1.849                          | 1.911                          | 1.050                          | 1.065                          | 2.115                          | 1.107,9                        | 8              | 16/30    |
| 34.01.04.2004 | Karangsewu  | 9,26         | 6.693                          | 7.287                          | 3.982                          | 4.110                          | 8.092                          | 873,6                          | 17             | 34/72    |
| 34.01.04.2005 | Tirtorahayu | 5,65         | 6.131                          | 6.348                          | 3.458                          | 3.498                          | 6.956                          | 1.230,7                        | 14             | 28/57    |
| 34.01.04.2006 | Pandowan    | 1,40         | 1.723                          | 1.891                          | 1.009                          | 1.005                          | 2.014                          | 1.434,9                        | 4              | 8/18     |
| 34.01.04.2007 | Brosot      | 3,23         | 4.312                          | 4.390                          | 2.397                          | 2.444                          | 4.841                          | 1.500,9                        | 10             | 20/44    |
| 34.01.04      | Kec. Galur  | 32,91        | 27.686                         | 29.120                         | 15.864                         | 16.183                         | 32.047                         | 973,8                          | 75             | 148/311  |

## Demographie
Grobeinteilung der Bevölkerung nach Altersgruppen (zum Zensus 2020)
| Altersgruppen | 00Männer | 00Frauen | zusammen |
| ------------- | -------- | -------- | -------- |
| 0 – 14        | 3.321    | 3.168    | 6.489    |
| 15 – 64       | 10.828   | 10.889   | 21.717   |
| 65+           | 1.715    | 2.126    | 3.841    |
| gesamt        | 15.864   | 16.183   | 32.047   |
| anteilig (%)  |          |          |          |
| 0 – 14        | 20,93    | 19,58    | 20,25    |
| 15 – 64       | 68,26    | 67,29    | 67,77    |
| 65+           | 10,81    | 13,14    | 11,99    |

### Bevölkerungsentwicklung
In den Ergebnissen der sieben Volkszählungen seit 1961 ist folgende Entwicklung ersichtlich:
| Einheit/Jahr     | 1961         | 1971         | 1980         | 1990         | 2000         | 2010         | 2020         |
| ---------------- | ------------ | ------------ | ------------ | ------------ | ------------ | ------------ | ------------ |
| Kec. Galur       | 24.471       | 27.498       | 27.741       | 26.881       | 27.686       | 29.120       | 32.047       |
| Anteil in %      | 7,26         | 7,42         | 7,29         | 7,22         | 7,46         | 7,49         | 7,34         |
| Kab. Kulon Progo | 337.127      | 370.629      | 380.685      | 372.309      | 370.944      | 388.869      | 436.395      |
| Sonderregion DIY | 00 2.231.062 | 00 2.487.177 | 00 2.750.025 | 00 2.912.611 | 00 3.120.478 | 00 3.457.491 | 00 3.66.8719 |